# スペクトラム伝説
『スペクトラム伝説』（スペクトラムでんせつ）は、スペクトラムのベスト・アルバム。英題は『THE LEGEND OF SPECTRUM』。
1983年にLP版が、1985年にCD版が発売され、それぞれ構成が異なっている。

## LP版
1981年に発売された『スペクトラム BEST '81』と同一内容。

## CD版
CD化に合わせて構成が変更された。収録曲が増えただけではなく、一部の曲は別バージョンに差し替えられた。そのため、CD化の機会を逃したバージョンも存在する。また、LP版にあったライナーノーツは削除された。
数回に亘って復刻されているが、最初の復刻の際に「侍S」に微細な加工が施され、それ以降は加工後の形で復刻されている。

### 収録曲
1. 1920、アミューズ・カンパニー～スマイル・フォー・ミー (1920, AMUSE COMPANY～SMILE FOR ME)（作曲：スペクトラム）
アルバム『SPECTRUM』収録曲。オリジナル版はイントロが前の曲とクロスフェードしていたが、本アルバムではフェードインのタイミングが変えられ、イントロが若干短くなっている。
2. イン・ザ・スペース (IN THE SPACE)（作詞：宮下康仁 作曲：スペクトラム）
シングルバージョンを収録。
3. ロックン・ロール・サーカス (ROCK'N ROLL CIRCUS)（作詞：宮下康仁 作曲：スペクトラム）
『SPECTRUM』収録曲。オリジナル版はコーダが後の曲とクロスフェードしていたが、本アルバムではフェードアウトのタイミングが変えられ、コーダが若干短くなっている。
4. アクト・ショー (ACT-SHOW)（作詞：宮下康仁 作曲：スペクトラム）
シングル「イン・ザ・スペース」のB面に収録されていたライブ音源を収録。スタジオバージョンとはイントロやAメロの長さ、エンディングのボーカルや演奏が異なる。
5. ミーチャン GOING TO THE HOIKUEN（作詞・作曲：スペクトラム）
アルバム『OPTICAL SUNRISE』収録曲。本アルバムではイントロ前の台詞がカットされている。
6. F・L・Y（作詞：Mabo 作曲：スペクトラム）
『OPTICAL SUNRISE』収録曲。
7. サンライズ (SUNRISE)（作詞：山川啓介 作曲：スペクトラム）
シングルバージョンを収録。
8. 侍S（作曲：スペクトラム）
『OPTICAL SUNRISE』収録曲。初回盤ではオリジナル版をそのまま収録していたが、復刻の際にコーダがフェードアウト処理された。
9. モーション (MOTION)（作詞：桑田佳祐 作曲：スペクトラム）
『OPTICAL SUNRISE』収録曲。
10. Night Night Knight（作詞：巻上公一 作曲：渡辺直樹）
シングルバージョンを収録。
11. 夜明け（アルバ）（作詞・作曲：スペクトラム）
アルバム『TIME BREAK』収録曲。LP版にはシングルバージョンが収録されていたが、CDではアルバムバージョンに差し替えられている。
12. あがき（作曲：スペクトラム）
『TIME BREAK』収録曲。本アルバムではイントロ前のSEがカットされている。
13. パッシング・ドリーム (PASSING DREAM)（作詞：宮下康仁 作曲：スペクトラム）
『SPECTRUM』収録曲。
14. ソング (SONG)（作詞：宮下康仁 作曲：スペクトラム）
『OPTICAL SUNRISE』収録曲。
15. トマト・イッパツ (TOMATO IPPATSU)（作詞：宮下康仁 作曲：スペクトラム）
LPにはオリジナル版が収録されていたが、CDではアルバム『SPECTRUM FINAL』に収録された解散ライブの音源に差し替えられている。

- 編曲：スペクトラム